# Stephen Flynn (homme politique écossais)
Stephen Mark Flynn (né le 13 octobre 1988) est un homme politique du parti national écossais (SNP) qui est député pour Aberdeen Sud depuis 2019.

## Carrière politique
Flynn succède à Ross Thomson comme député d'Aberdeen South, qui annonce en novembre 2019 qu'il ne se représente pas.
Flynn est conseiller du SNP au conseil municipal d'Aberdeen et est chef de groupe en 2016.
Il devient chef de groupe parlementaire de la chambre des communes  pour le SNP après la démission de Ian Blackford en décembre 2022.